# Yuri (Doki Doki Literature Club!)
Yuri (ゆり) é uma personagem fictícia do romance visual Doki Doki Literature Club!. Ela é uma garota tímida e romanticamente interessada no protagonista do jogo. Com o tempo, suas doenças mentais se tornam evidentes, inclusive suas tendências de autolesão. Descrita como dandere e kuudere, ela é membro do clube de literatura e rival frequente da sua colega Natsuki. Suas tendências de autolesão acabam piorando devido à influência da antagonista do jogo, Monika, sobre os arquivos do jogo, o que depois resulta na Yuri se matando a facadas após confessar seu amor pelo protagonista.
Suas doenças mentais, especialmente suas tendências de automutilação, receberam comentários de críticos, com uma escritora identificando sua morte como um dos momentos mais chocantes em um jogo eletrônico. Outra discutiu como isso contrastava com a representação "inteligente" da doença mental de Sayori, e outros comentaram que o comportamento dela na segunda parte do jogo era diferente do comportamento no início, o que se devia em parte à interferência de Monika.

## Conceito e criação
Yuri foi criada por Dan Salvato para Doki Doki Literature Club!. Ela é uma garota tímida, e está romanticamente interessada no protagonista do jogo. À medida que o jogo avança, os sinais das doenças mentais dela se tornam mais evidentes, incluindo sua obsessão pelo personagem do jogador, exibindo tendências de autolesão e ocultando seus cortes com mangas compridas. Ela também apresenta sinais de co-dependência. Essas características acabam piorando devido à interferência de Monika nos arquivos do jogo.
Durante a criação do elenco do Doki Doki Literature Club!, Salvato criou personagens modelos baseados em arquétipos de anime que receberam nomes japoneses para enfatizar uma atmosfera pseudo-japonesa. Salvato começou a reconhecer a "realidade" por trás de Yuri e dos outros personagens do jogo. Ele procurou se conectar com as personagens e, então, explorou suas "inseguranças e traços de personalidade realistas". Ele comentou que Sayori, Natsuki e Yuri tiveram traços de personalidade inspirados por pessoas com depressão na vida dele.
Devido à falta de habilidades artísticas de Salvato na época, ele criou os designs de Yuri e de outros personagens em um programa gratuito de criação de animes, com estes sendo usados em uma versão de teste do jogo. Salvato reconheceu que um produto de tal qualidade não satisfaria os potenciais jogadores, então pediu a seu amigo, um tradutor da Sekai Project, esboços de uniformes escolares e penteados para as personagens. O design final de Yuri no jogo foi feito pela artista Satchely. O sprite da Yuri foi criado em várias partes para dar mais variedade às poses.

## Aparições
Yuri aparece pela primeira vez no jogo eletrônico Doki Doki Literature Club!, como uma das quatro garotas que pertencem a um clube de literatura ao qual o personagem do jogador se junta. Ela é acompanhada por Sayori, Natsuki e Monika, e frequentemente briga com Natsuki. O jogador pode ajudar Yuri ou Natsuki durante o festival cultural, e ambas tentam beijá-lo, dependendo de quem é a escolhida, mas acabam sendo interrompidas por Sayori.
Yuri apresenta tendências de autolesão ao decorrer do jogo, e elas ficam piores depois que Monika tenta modificar o código do jogo. O jogador também descobre que, se tentar passar um tempo com Yuri, Monika interferirá. Por fim, Yuri decide confessar seu amor pelo protagonista; no entanto, independentemente do jogador aceitar ou rejeitá-la, Yuri começa a se esfaquear até a morte devido ao seu estado histérico. O jogador fica incapaz de sair da sala, forçando o protagonista a sentar-se ali e observar o cadáver durante o fim de semana. Quando Natsuki finalmente aparece, ela vomita ao ver o cadáver de Yuri, antes da Monika excluir os arquivos de ambas do jogo, querendo o jogador só para ela. Depois que Monika é excluída pelo jogador, ela se arrepende de suas ações, restaurando Yuri e o resto do jogo, mas sem ela.
A partir daí, há dois finais possíveis. Em um deles, Sayori se torna autoconsciente e megalomaníaca como Monika, o que leva Monika a apagar o jogo inteiro. No outro final, em que o jogador testemunha todas as cenas das personagens no primeiro ato, Sayori ainda é autoconsciente, mas consegue se controlar, permitindo que Yuri e as demais vivam.
Yuri também aparece na versão aprimorada, Doki Doki Literature Club Plus!, onde é mostrado a origem do clube de literatura.
Yuri recebeu várias peças de mercadoria, incluindo uma estatueta Nendoroid da Good Smile Company e um relógio de pulso com seu tema.

## Recepção
O escritor Christopher Patterson comentou sobre o contraste entre Yuri e Natsuki. Ele a descreveu como dandere e kuudere, comparando-a à personagem Rei Ayanami. Charlotte Cutts, que escreve para Destructoid, considerou o suicídio de Yuri como uma das coisas mais chocantes que ela já viu em um jogo eletrônico. Essa mesma cena foi classificada por Gene Cole, de TheGamer, como o sexto momento mais assustador do jogo.
Shohei Fujita, que escreve para IGN Japan, discutiu como o caráter de Yuri é afetado pela influência de Monika, embora tenha comentado que, com a natureza do jogo, pode-se dizer que isso é verdade mesmo sem a influência de Monika. Ele observou particularmente como o comentário cruel dela em relação a Natsuki e seu eventual suicídio são ações fora de personagem. Ana Valens, da VG247, descreveu Yuri como "a clássica violeta encolhedora", discutindo como seus traços de personalidade começaram a ser corrompidos por Monika ao longo do tempo, "transformando sua autoconsciência em autolesão".
A escritora do Fanbyte, Kara Dennison, opinou que a doença mental de Sayori foi retratada com inteligência, o que contrastava com Yuri, cuja representação era uma "paródia estereotipada e horrível de si mesma". Como Sayori demonstrou estar deprimida antes de Monika modificar seus dados, Dennison supôs que esse também era o caso das tendências de autolesão de Yuri, citando um poema de Yuri no primeiro ato que discute a adrenalina da autolesão. Ela achava que a representação de Yuri era desrespeitosa, mas comentou que o culpado por isso não foi Salvato, foi Monika por manipular os arquivos do jogo. A escritora Fanny Barnabé discutiu como a morte de Yuri é inevitável, independentemente da decisão do jogador, e também como Yuri domina o segundo ato do jogo devido à sua obsessão pelo personagem do jogador.